# Calomys
Calomys é um gênero de roedores da família Cricetidae.

## Espécies
- Calomys boliviae (Thomas, 1901)
- Calomys callidus (Thomas, 1916)
- Calomys callosus (Rengger, 1830)
- Calomys expulsus  (Lund, 1841)
- Calomys hummelincki (Husson, 1960)
- Calomys laucha (G. Fischer, 1814)
- Calomys lepidus (Thomas, 1884)
- Calomys musculinus (Thomas, 1913)
- Calomys sorellus (Thomas, 1900)
- Calomys tener (Winge, 1887)
- Calomys tocantinsi Bonvicino, Lima & Almeida, 2003
- Calomys venustus Thomas, 1894